# Labicymbium sturmi
Espèce
Labicymbium sturmi est une espèce d'araignées aranéomorphes de la famille des Linyphiidae.

## Distribution
Cette espèce est endémique de Colombie. Elle se rencontre dans les départements de Boyacá et de Cundinamarca entre 3 450 et 3 600 m d'altitude dans la cordillère Orientale.

## Description
Les mâles mesurent de 1,88 à 2,3 mm et les femelles de 2,04 à 2,45 mm,.

## Étymologie
Cette espèce est nommée en l'honneur de Helmut Sturm.

## Publication originale
- Millidge, 1991 : Further linyphiid spiders (Araneae) from South America. Bulletin of the American Museum of Natural History, no 205, p. 1-199 (texte intégral).